# Стінниково
Сті́нниково (рос. Стенниково) — присілок у складі Білозерського району Курганської області, Росія. Входить до складу Пам'ятинської сільської ради.
Населення — 78 осіб (2010, 121 у 2002).